# Aboisso

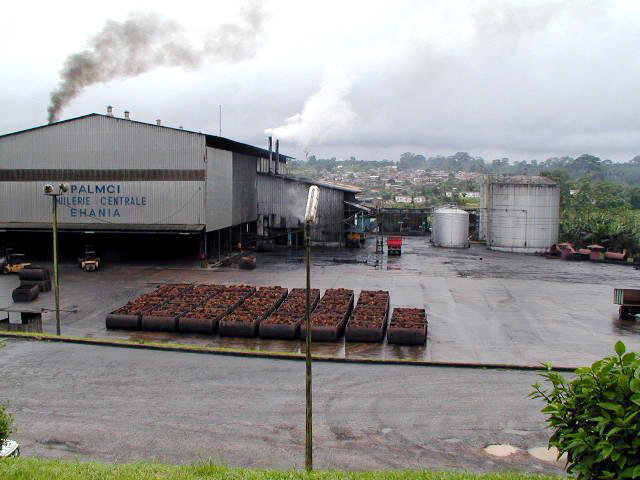
Palmöl-Fabrik in Aboisso

Aboisso ist die Hauptstadt der Region Sud-Comoé im westafrikanischen Staat Elfenbeinküste (Côte d'Ivoire). Die Bevölkerung der Stadt setzt sich hauptsächlich aus Angehörigen der Anyi Sanwi (ethnische Gruppe) zusammen, dies ist ein Teil der Akaner. Die Stadt war ein Teil des Königreiches Sanwi (Krindjabo). Aboisso diente auch als Stütz- und Ausgangspunkt nach der Expeditionen von Marcel Treich-Laplènes in der Elfenbeinküste. In der Stadt befindet sich der Flughafen Aboisso. Sie liegt am Unterlauf des Flusses Bia.

## Gemeinden
- Aboisso
- Aby
- Adaou
- Adjouan
- Affiénou

## Persönlichkeiten
- Auguste Nobou (1928–2006), römisch-katholischer Geistlicher und Erzbischof von Korhogo
- Alain Dogou (* 1964), Politiker
- Kevin Koffi (* 1986), Fußballspieler